# Youlie
Youlie je česká alternativně rocková hudební skupina. Členové kapely jsou zpěvačka Adéla Kamešová, kytarista Pavel Klepetko, baskytarista David Slamka a bubeník Albert Petr Roubal.

## Historie a popis

### Začátky
Kapela vznikla v roce 2019 v Ústí nad Labem pod názvem Paradox, ale ještě před vydáním prvního singlu Dáma roku 2020 změnila název na Youlie. Skupinu založili studenti tří středních škol v Ústí nad Labem. První koncert kapely, který se uskutečnil u baru Tortuga Bay po uvolnění vládních opatření, byl rozpuštěn policií. Před omezením kulturního dění v České republice na podzim roku 2020 kapela stihla zahrát jeden z posledních koncertů pod původním názvem Paradox po boku UDG a IDIO&IDIO na charitativní akci Útulek Fest. Nahráli dva singly v Tajným studiu, z nichž první vyšel v roce 2020 pod názvem Dáma a následujícího roku 2021 byl vydán singl Julie. Na střeše obchodního domu Labe v domovském městě kapely byl natočen videoklip Dáma.

### Od roku 2021
V roce 2021 se složení kapely změnilo. Zpěvačka Barbora Ničová, zpěvák Matyáš Beneš a klávesista Antonín Kříž uskupení opustili po koncertu v ústeckém letním kině a místo nich přišla zpěvačka Vanesa Jančová. 16. února 2022 vydala Youlie singl Nalevo, který nahrála ještě v původním složení. Na jaře roku 2022 nahráli v Tajným studiu další dva nové singly, z nichž ten s názvem Tak stůj vyšel i s videoklipem 30. srpna 2022. V roce 2022 kapela také zahrála také na dvou charitativních akcích na podporu uprchlíkům z války na Ukrajině. V září roku 2022 opustila Vanesa Jančová kapelu a místo ní přišla zpěvačka Adéla Kamešová. Na konci listopadu 2022 vyhrála Youlie 3. místo v soutěži Skutečná Liga. 
Od roku 2023 svůj styl hudby kapela namísto poprocku definuje jako rock alternativní. 23. 6. 2023 kapela vydala své debutové EP s názvem ŠÍLENCI, které čítá 5 skladeb.

## Členové kapely

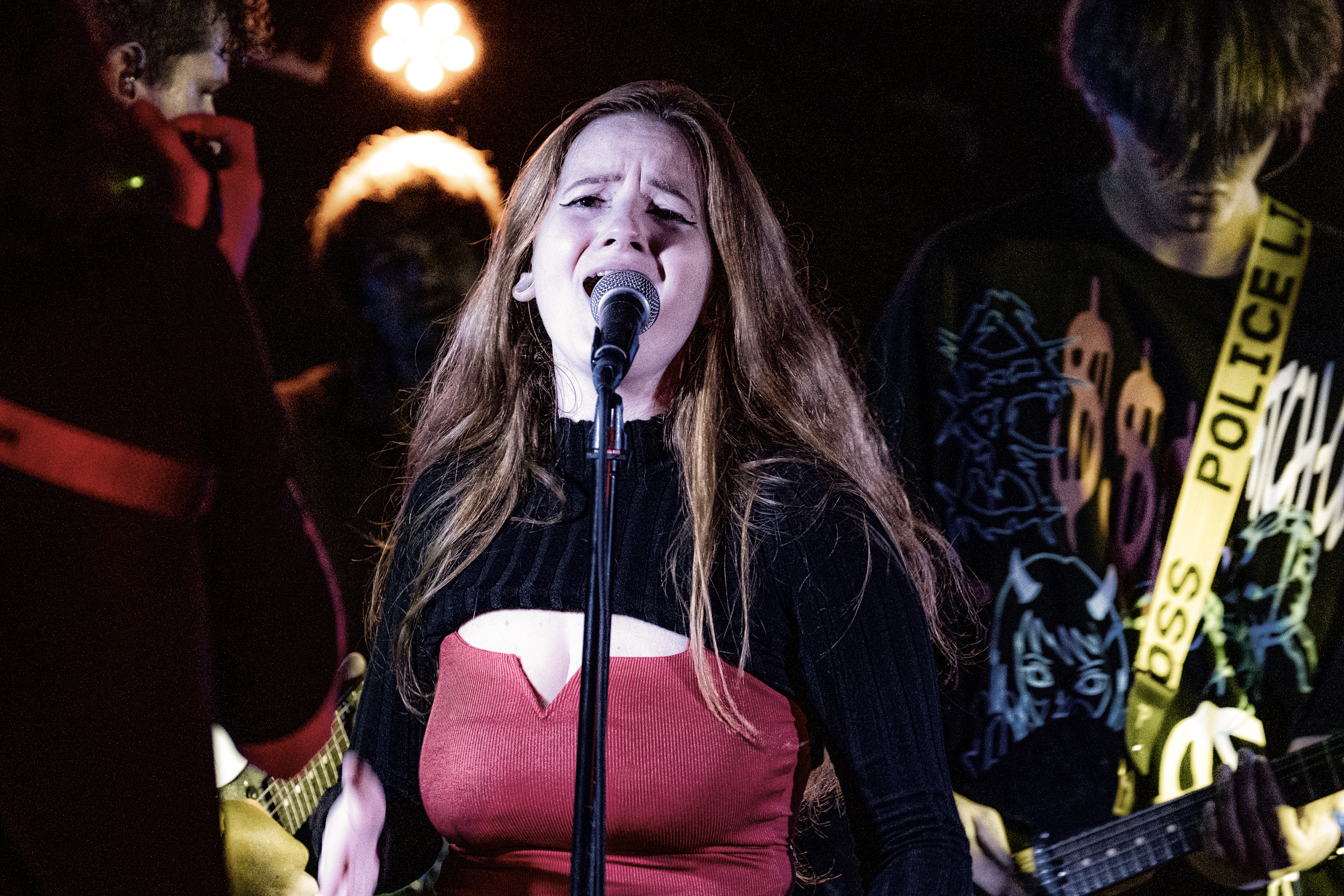
Adéla Kamešová – zpěv
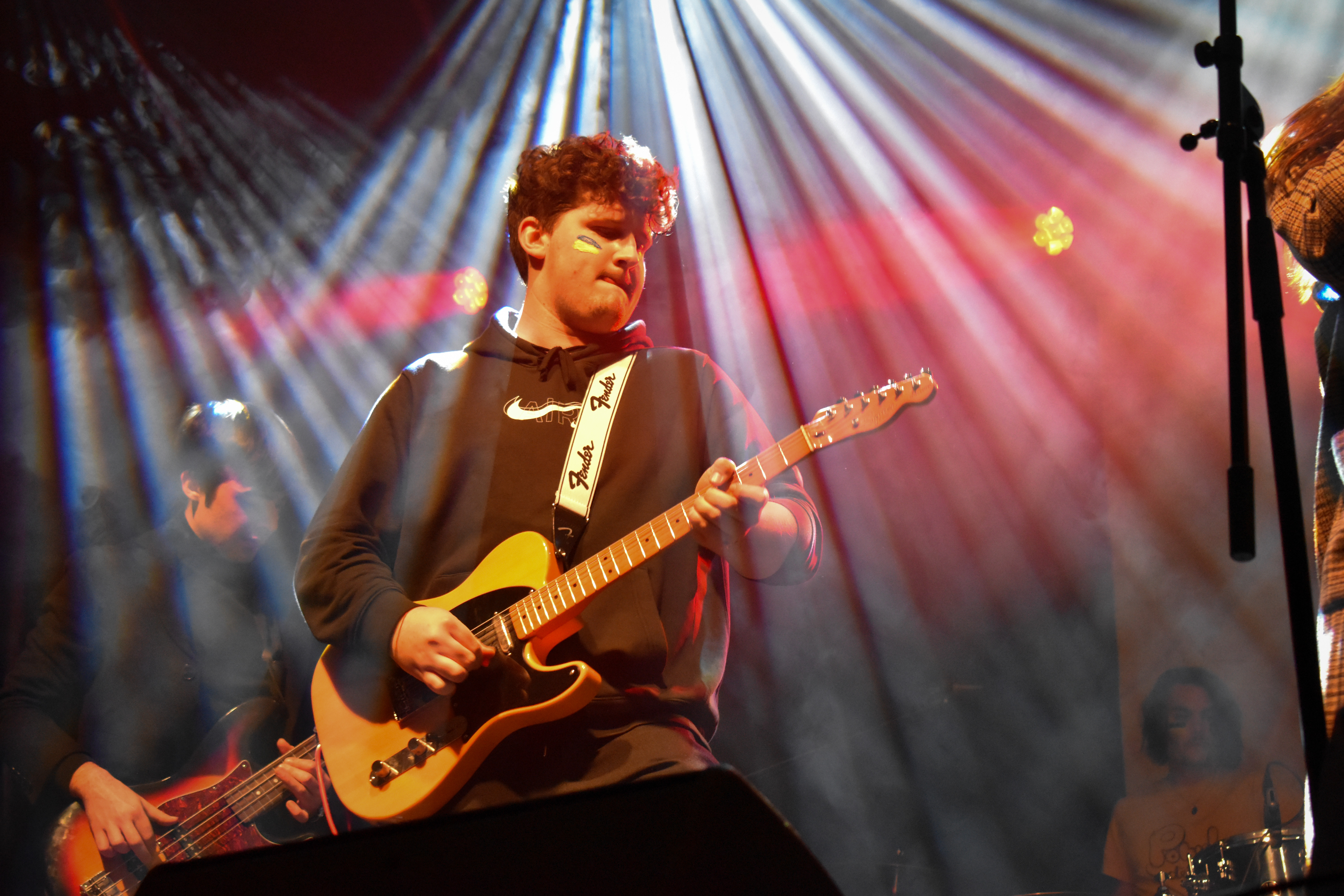
Pavel Klepetko – kytara
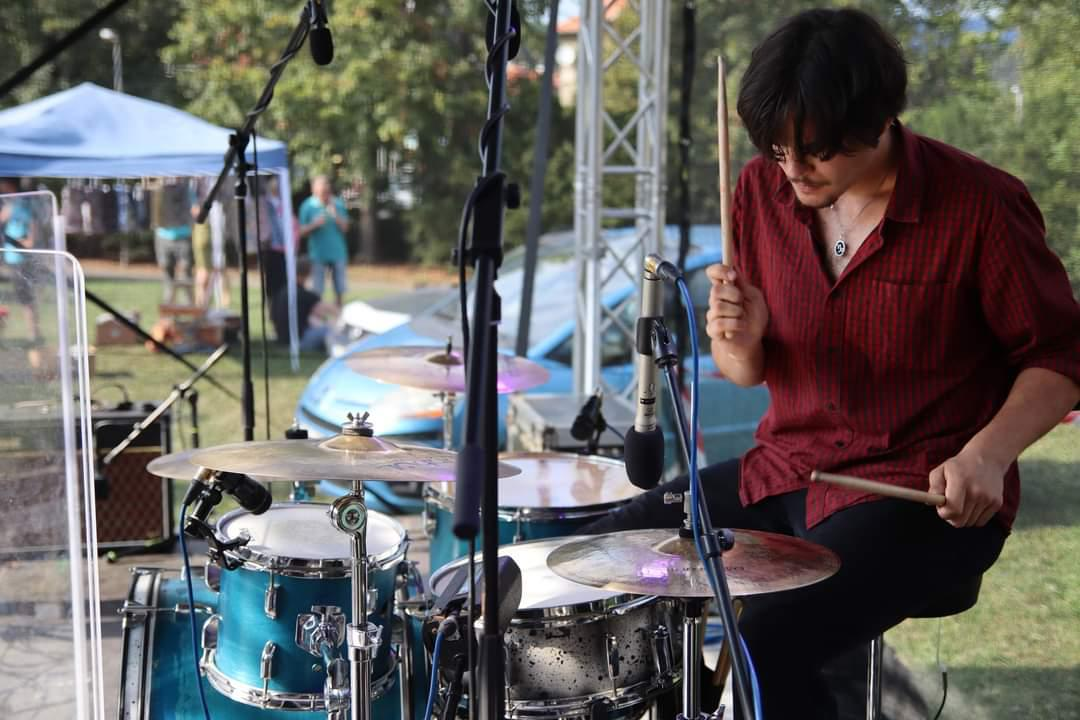
Albert Petr Roubal – bicí

### Bývalí členové
- Barbora Ničová[8] (2019–2021)
- Antonín Kříž[8] (2019–2021)
- Matyáš Beneš[8] (2019–2021)
- Vanesa Jančová[19][20][21][12] (2021–2022)
- Timofej Girč (2019-2024)
- Jiří Šašek (2019-2024)

## Diskografie

### Singly
- Dáma (2020)[22]
- Julie (2021)[23]
- Nalevo (2022)[24]
- Tak stůj (2022)[25][26]
- Dáma – akustická koncertní verze (2023)[27]
- Nad Ránem (2023)[28]
- Rebeka (2023)[29]
- LÁSKA, STRACH A HNĚV (2023)[30]
- Volnej Pád (2024)[31]
- Pod dekou (2024)
- OkToPusť (2024)
- Si Mi Jedno (2024)

### EP
- ŠÍLENCI (2023)[32]